# Linda di Chamounix
Linda di Chamounix ist eine Opera semiseria (Originalbezeichnung: „Melodramma“) in drei Akten von Gaetano Donizetti (1797–1848) nach einem Libretto von Gaetano Rossi aus dem Jahr 1842.

## Handlung
Die Handlung spielt um 1760 in Chamounix/Savoyen (erster und dritter Akt) und Paris (zweiter Akt).

### Erster Akt: „La partenza da Chamounix“ – Der Abschied von Chamounix
Das Innere einer Bauernhütte
Antonio, Vater des hübschen Bauernmädchens Linda, hat in wirtschaftlicher Not den Marchese Boisfleury um Hilfe gebeten. Dieser ist bereit, Linda als Dienstmädchen anzustellen, möchte sie sich aber vorher erst ansehen. Daher begleitet er Antonio zu dessen Wohnung.
Linda ist heimlich in den Visconte verliebt (O luce di quest’anima). Dass der aber nicht der arme Maler Carlo ist, als der er sich ausgibt, sondern der Neffe des Marchese, weiß sie nicht. Sie wird von Vorahnungen gepackt, als ihr alter Freund Pierotto eine Ballade singt, in der ein Mädchen betrogen wird (Per sua madre andi una figlia). Der Präfekt unterstellt dem Marchese unehrenhafte Absichten, warnt Antonio und bietet diesem an, Linda mit Pierotto und anderen Seidenmacherinnen in die Fabrik nach Paris zu schicken.

### Zweiter Akt: „Parigi“ – Paris
Elegante Wohnung in einem Pariser Haus
Linda gerät in finanzielle Schwierigkeiten und schlägt sich als Straßensängerin durch. Carlo reist Linda nach, gibt sich als Visconte zu erkennen, verspricht ihr die Ehe und richtet ihr eine elegante Wohnung ein. Doch auch der Marchese ist Linda gefolgt und belästigt sie. Aber Linda weist ihn zurück (Lo vi dico che partiate). Als Carlo, der verschweigt, dass er auf Anweisung der Mutter eine andere heiraten soll, Linda besucht, taucht Antonio auf, der seine Tochter zunächst nicht erkennt. Als er merkt, wer sie ist, verstößt er sie. Da erscheint Pierotto und berichtet von Carlos’ Hochzeitsvorbereitungen. Linda wird wahnsinnig (Questa casa abandonate).

### Dritter Akt: „Il ritorno in Chamounix“ – Die Rückkehr nach Chamounix
Dorfplatz in der Mitte des Tals
Pierotto bringt Linda ins Dorf zurück, wo ihr Schicksal allgemein bedauert wird. Doch da erscheint der Visconte, der sich inzwischen von seiner Familie gelöst hat und befreit sie vom Wahnsinn, indem er ihr seine Liebe beteuert. Das ganze Dorf feiert und das junge Paar träumt von einer sorgenfreien Zukunft (Di tue pene sparve il sogno).

## Orchester
Die Orchesterbesetzung der Oper enthält die folgenden Instrumente:
- Holzbläser: Piccolo, zwei Flöten, zwei Oboen, zwei Klarinetten, zwei Fagotte
- Blechbläser: vier Hörner, zwei Trompeten, drei Posaunen, Ophikleide
- Pauken, Schlagzeug: große Trommel, Glocke in a’, Triangel
- Harfe
- Streicher
- Bühnenmusik: Physharmonika, Harfe

## Werkgeschichte

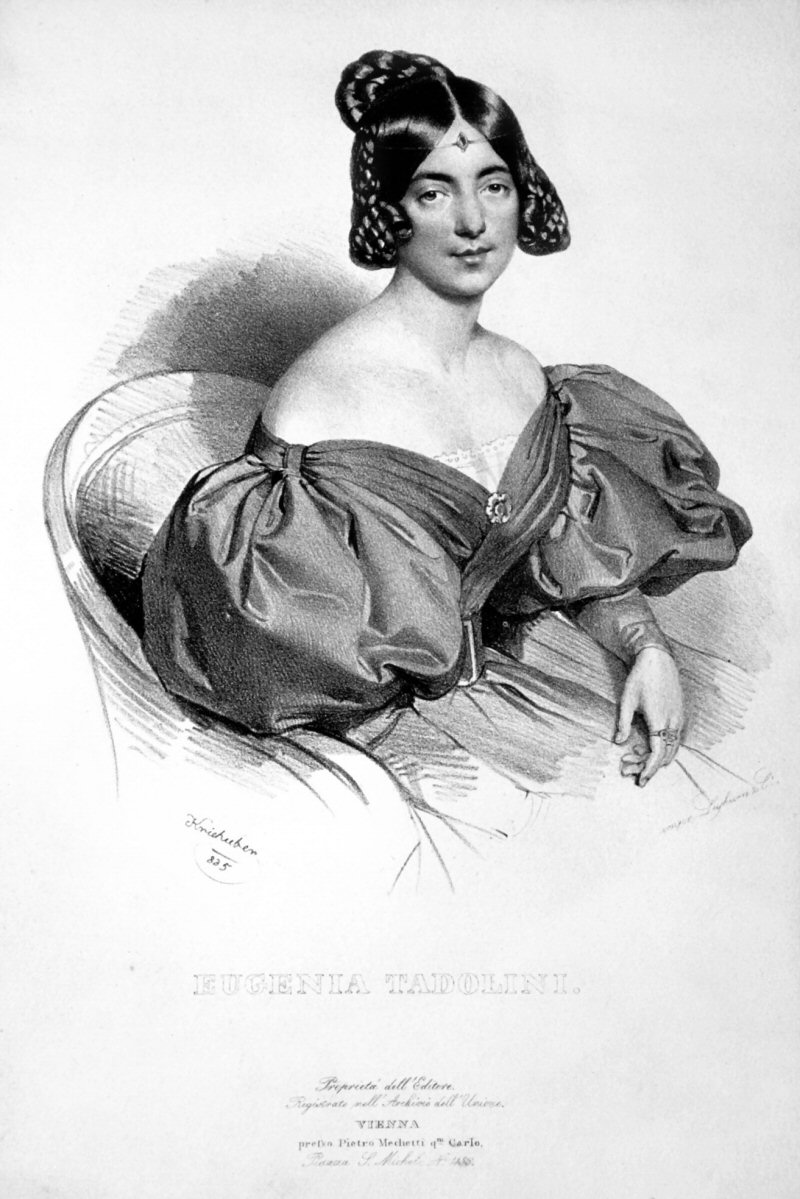
Eugenia Tadolini

Wie viele Opern Donizettis war auch Linda di Chamounix, eines seiner späten Werke, bei ihrer Uraufführung in Wien am 19. Mai 1842 mit der gefeierten Eugenia Tadolini in der Hauptrolle sehr erfolgreich. Die weiteren Rollen sangen Agostino Rovere (Marchese di Boisfleury), Napoleone Moriani (Visconte di Sirval), Prosper Dérivis (Präfekt), Felice Varesi (Antonio) und Marietta Brambilla (Pierotto).
Das berühmteste Stück der Oper, Lindas Cavatine „O luce di quest’anima“ komponierte Donizetti erst nachträglich für eine Aufführung am 17. November 1842 mit Fanny Persiani in Paris.
In den folgenden Jahren wurde sie in vielen Ländern Europas und auch in New York und Australien häufig gespielt. Nachdem der Belcanto in der zweiten Hälfte des 19. Jahrhunderts fast vollständig von den Bühnen verschwunden war, entriss Arturo Toscanini 1902 an der Mailänder Scala mit Rosina Storchio in der Titelrolle die Oper dem Vergessen. Bis Mitte des 20. Jahrhunderts gab es regelmäßige Aufführungen vor allem in Italien und an der New Yorker Metropolitan Opera; danach verschwand die Oper für lange Zeit von den Spielplänen. Seit den 1950er Jahren wird sie wieder regelmäßig gespielt.
1994 brachte das Zürcher Opernhaus eine Produktion mit Edita Gruberová heraus, die Wiener Staatsoper folgte 1997, das Gran Teatre del Liceu in Barcelona 2011.

## Aufnahmen
- Margherita Carosio, Gianni Raimondi, Carlo Badioli, Giuseppe Modesti, Giuseppe Taddei, Orchestra Sinfonica della RAI di Milano, Leitung: Alfredo Simonetto. Bongiovanni 1953.
- Antonietta Stella, Renato Capecchi, Fedora Barbieri, Giuseppe Modesti, Giuseppe Taddei, Orchestra del Teatro di San Carlo di Napoli, Leitung: Tullio Serafin. Philips 1956.
- Edita Gruberová, Don Bernardini, Ettore Kim, Schwedisches Radio-Symphonieorchester, Leitung: Friedrich Haider. Nightingale 1993.
- Majella Cullagh, Roberto Iuliano, Chiara Chialli, Giuseppe Altomare Bergamo Musica Festival Gaetano Donizetti Orchestra, Leitung: Vito Clemente. Dynamic 2009.
- Eglise Gutierrez, Ludovic Tézier, Luciano Botelho, Covent Garden Orchestra, Leitung: Mark Elder. Opera Rara 2010.
- Jessica Pratt, Francesco Demuro, Marina De Lisa, Fabio Capitanucci, Antonio Garés, Maggio Musicale Fiorentino, Leitung: Michele Gamba. Dynamic 2021.